# Sapromyza dichromata
Sapromyza dichromata är en tvåvingeart som beskrevs av Walker 1849. Sapromyza dichromata ingår i släktet Sapromyza och familjen lövflugor. Inga underarter finns listade i Catalogue of Life.